# Heiligendamm
Heiligendamm (niederdeutsch Hilligendamm) ist ein Stadtteil von Bad Doberan an der Ostseeküste Mecklenburg-Vorpommerns in der Mecklenburger Bucht. Heiligendamm ist der älteste Seebadeort Deutschlands und Kontinentaleuropas, bereits 1793 erfolgte die Gründung. Der Ort wird wegen der von der See aus sichtbaren weißen Häuserreihe in Strandnähe auch die „Weiße Stadt am Meer“ genannt. 2004 wurde Heiligendamm als Seeheilbad anerkannt. Durch den G8-Gipfel in Heiligendamm im Juni 2007 erlangte der Ort internationale Bekanntheit.
Das Seebad als Ortsteil hat etwa 300 Einwohner, die Stadt Bad Doberan hatte Ende 2013 insgesamt 11.607 Einwohner.
Heiligendamm ist an den Ostseeküsten-Radweg bzw. die europäische EuroVelo-Route EV 10 angeschlossen.

## Geschichte

### Vor der Besiedlung und Namensherkunft

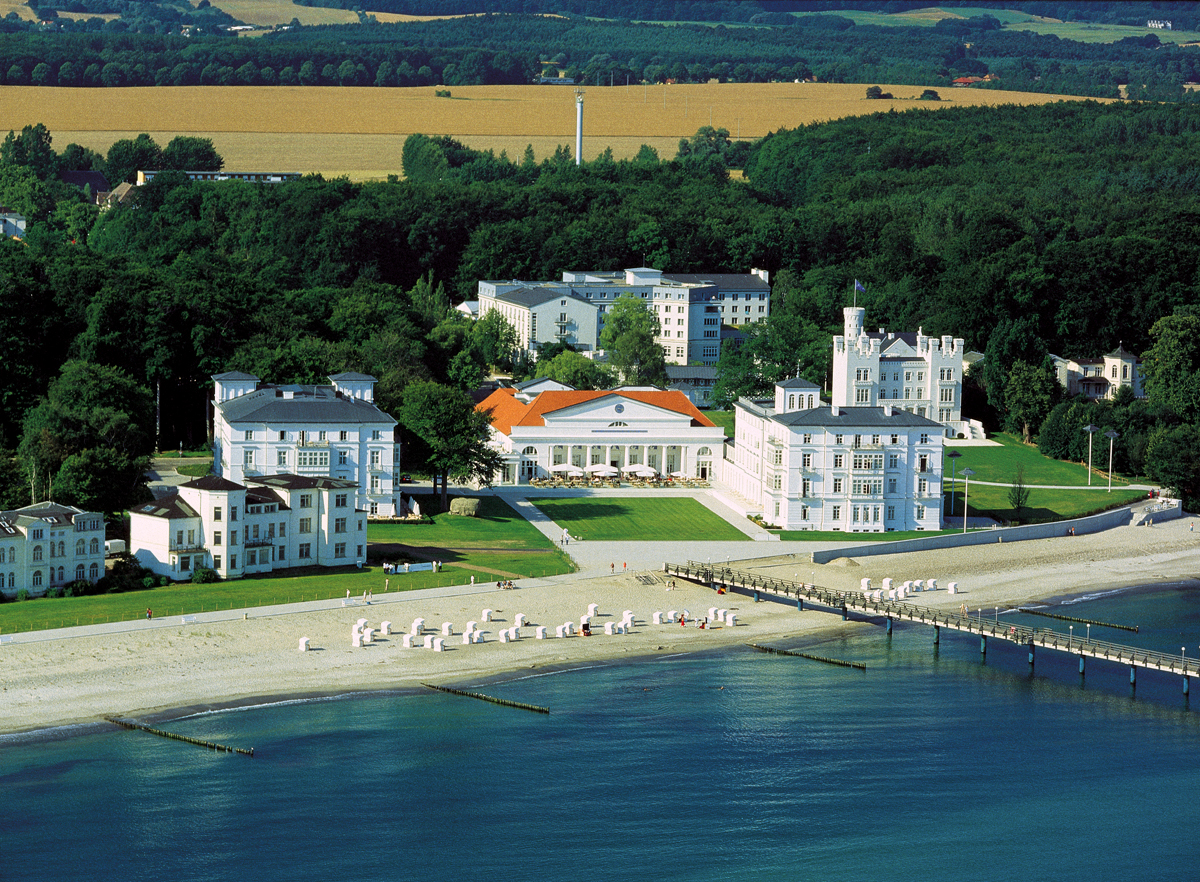
Grand Hotel, Perlenkette (Promenadenvillen) und Strand

Der Ortsname Heiligendamm stammt vom Heiligen Damm, einer aus glatten, locker liegenden und eigentümlich gefärbten und gebildeten Kieseln bestehenden, 3–5 m hohen, etwa 30 m breiten und 4 km langen Erhöhung an der Ostsee. Obwohl es sich bei dieser natürlichen Ablagerung tatsächlich um von der Meeresflut bloßgelegten  Moränenschutt der Eiszeit handelt,  entstand die Sage, die Zisterziensermönche von  Doberan hätten bei Sturmflut gebetet, und daraufhin sei der Heilige Damm von den erregten Ostseefluten aufgetürmt worden.
Im Mittelalter war der Conventer See noch eine offene Meeresbucht. Tatsächlich ist der Heilige Damm in seiner heutigen Form bei einer Sturmflut im frühen 15. Jahrhundert entstanden. Entgegen manchen Darstellungen war der Conventer See jedoch nicht der Auslauf eines bei Schwaan entstehenden Nebenarms der Warnow.

### Gründung

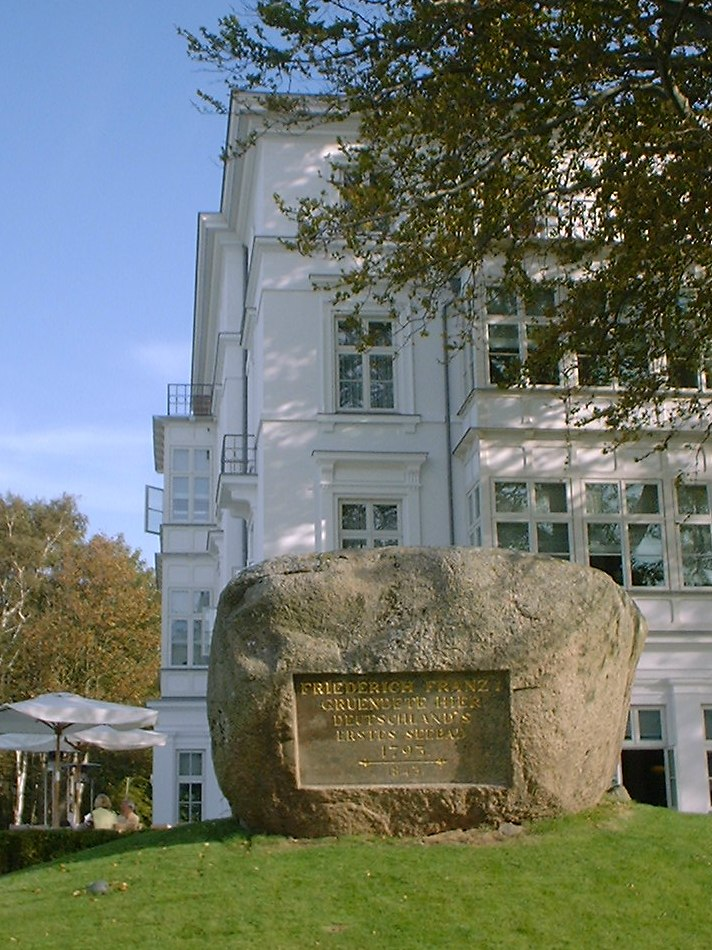
Gedenkstein: Friedrich Franz I. gründete hier Deutschlands erstes Seebad – 1793

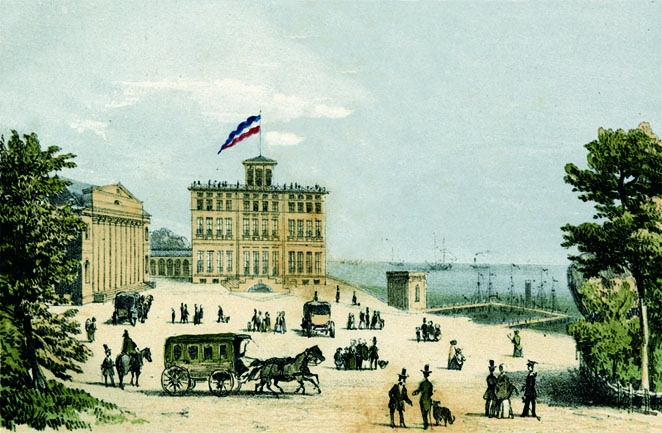
Blick um 1841

Die Gründung des Seebads Heiligendamm – im Volksmund der Region kurz „Der Damm“ genannt – erfolgte 1793 durch Friedrich Franz I., Herzog von Mecklenburg-Schwerin (seit 1815 Großherzog); es wurde als solches von der großherzoglichen Domänenkasse verwaltet. Den eigentlichen Anstoß für die Gründung dieses ersten deutschen Seebades gab Georg Christoph Lichtenberg, damals Professor für Mathematik und Physik, als er im Göttinger Jahreskalender für das Jahr 1793 in einem Beitrag über den Nutzen des Badens im Meereswasser die Frage stellte: „Warum hat Deutschland noch kein Seebad?“ Bereits am 22. Juli 1793 wurde der Beschluss gefasst, am ‚Heiligen Damm‘ ein Seebad zu errichten. Nachdem er Lichtenbergs Artikel gelesen hatte, ermunterte der Leibarzt des mecklenburgischen Herzogs, Samuel Gottlieb Vogel, diesen zu dem Gründungsschritt. Er erhielt den Auftrag, die nötigen Pläne zu entwerfen, die er schon im August vorlegen konnte. Vorbilder waren ihm dabei die südenglischen Seebäder und das deutsche Bad Pyrmont. Schon am 9. September 1793 soll dann der Herzog mit einigen Kammerherren nahe dem Heiligen Damm in der Ostsee gebadet haben. Sein Leibarzt Dr. Vogel befand sich zu diesem Zeitpunkt gemeinsam mit dem Planungsleiter  Johann Christoph Heinrich von Seydewitz auf einer Studienreise, um in anderen Badeorten, so auch in Bad Pyrmont, ein Bild von bereits bestehenden Badeeinrichtungen zu erhalten. Auf dem Rückweg machten sie bei Lichtenberg in Göttingen halt, um Informationen über englische Seebäder  einzuholen. Das erste Badehaus am Heiligen Damm wurde am 21. September desselben Jahres in Betrieb genommen. Die erste Badesaison von 1794 eröffnete dann der Herzog als erster Badegast mit seinem Hofstaat. Zur Finanzierung verkaufte er dem König von Oranien tausend  Männer für dessen Heer. Bereits 1798 verzeichnet die Chronik 540 Badegäste am Heiligen Damm.
Vogel wollte die „außer Zweifel gesetzte heilsame Wirkung des Badens im Seewasser in sehr vielen Schwachheiten und Kränklichkeiten des Körpers“ nutzen. Dies sollte nun auch in Heiligendamm möglich sein. Im Ort erinnert ein mächtiger Granitblock an die Gründung Heilgendamms als des ersten Seebads in Deutschland. Die folgenden 80 Jahre blieb Heiligendamm mit allen Einrichtungen Teil des großherzoglichen Domaniums und stand direkt unter der Aufsicht der großherzoglichen Behörden. Die Aufnahme der Badegäste und die Restauration waren einem Pächter überlassen; die Preise wurden ihm im Pachtcontract vorgeschrieben. Die „obere Leitung des ganzen Etablissements, wie auch Alles, was in Doberan in die Badeangelegenheiten einschlägt“, oblag dem „Großherzoglichen Bade-Intendanten“. Fast zwei Jahrzehnte hatte Hermann von Suckow diese Stellung inne.
Johann Christoph Heinrich von Seydewitz, Carl Theodor Severin, Georg Adolph Demmler und andere mecklenburgische Baumeister schufen zwischen 1793 und 1870 ein klassizistisches imposantes Gesamtkunstwerk aus Logier-, Bade- und Gesellschaftshäusern. Dies brachte dem Ort später den Beinamen „Weiße Stadt am Meer“ ein und begründete seinen Ruf als das schönste Seebad Deutschlands. Die Inschrift „Heic te laetitia invitat post balnea sanum“ („Hierher lädt die Freude dich, den nach dem Bade Gesunden“) am Giebel des von Baumeister Severin zwischen 1814 und 1816 errichteten „Empfangs-, Gesellschafts-, Tanz- und Speisehaus“ wurde zum Leitspruch für das Leben im eleganten Badeort Heiligendamm.
Im 19. und 20. Jahrhundert wurde das Bad  vom europäischen Hochadel frequentiert. Die Zeit, während der mecklenburgische Hof anwesend war, bildete die Höhe der Saison. Das wurde besonders dadurch geprägt, dass mit der Hochzeit 1822 von Paul Friedrich von Mecklenburg mit Alexandrine von Preußen, der Schwester Wilhelm I., zwei Herrscherhäuser am Heiligen Damm präsent waren. Selbst nach dem Tod ihres Gattens 1842 verbrachte Alexandrine bis wenige Jahre vor ihrem Tod 1892 die Sommermonate in ihrem geliebten Seebad. Für die den Luxus liebenden Gäste gewährten Konzerte,  Tanzabende, Kinderfeste, Spiel- und Sportplätze, Segel- und Rudersport Unterhaltung und Genuss. Ab  Ende Juli kam jährlich das Doberaner Pferderennen und im Anschluss daran ein vielbesuchtes internationales Tennisturnier, an dem auch der Hof teilnahm, mit dazu. Um 1850 erfolgte der Bau und die Inbetriebnahme eines Taubenschießstandes am Ortsrand Richtung Conventer See. Mehrfach wechselten auch die Tennisanlagen ihren Standort. Im Jahr 1908 hatte Heiligendamm 2480 Kurgäste.
Dafür, dass Friedrich Schiller, Marcel Proust oder Franz Kafka Urlaub in Heiligendamm gemacht haben sollen, fehlen die Belege im Gästebuch. Dagegen war Rainer Maria Rilke unter den Gästen.
Das Gerücht, der russische Zar sei hier Kurgast gewesen, ist falsch. Möglicherweise war die russische Großfürstin Maria Alexandrowna Romanowa zu Besuch; selbst das ist unbestätigt.

### Kaiserreich, Weimarer Republik und Zeit des Nationalsozialismus

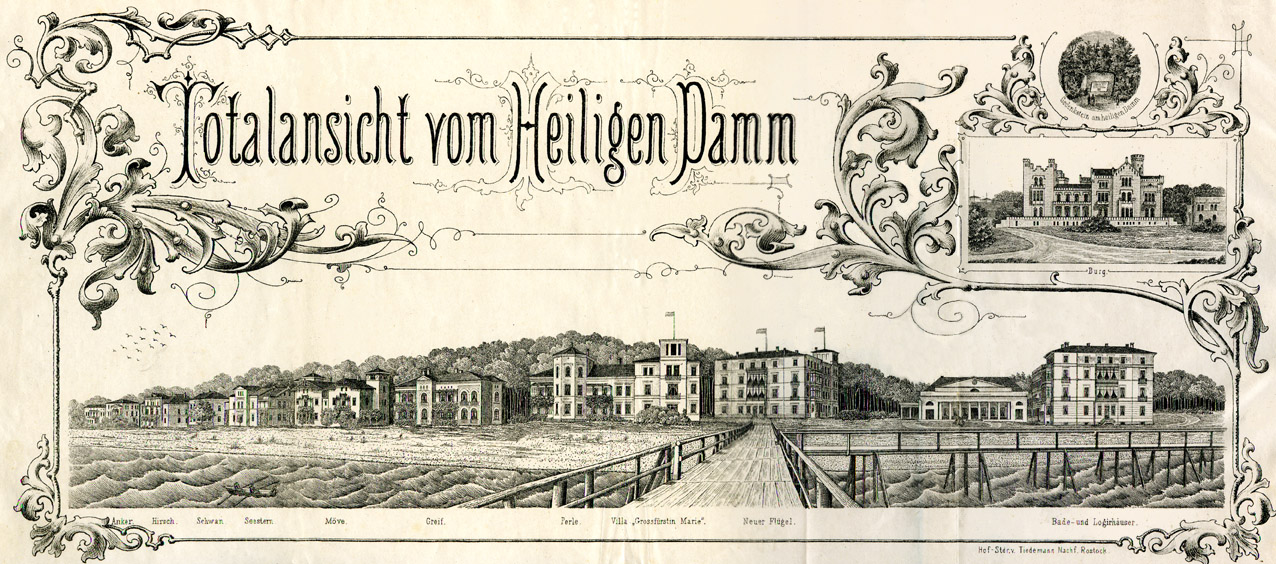
Große Panoramaansicht von Heiligendamm. Holzschnitt, 1887

Im Jahr 1872 kaufte eine Aktiengesellschaft  die Anlage für 500.000 Taler. 1885 wurde der Aktionär  Rittmeister a. D. Otto Baron von Kahlden Alleineigentümer. Um 1910 verkaufte dessen Sohn Rudolf das Unternehmen an Walter John, den Neffen der Bestseller-Autorin E. Marlitt (1825–1887). In dieser Zeit wurde der Wunsch laut, gezielte Aktivitäten für einen Bädertourismus und gesellschaftliche Attraktionen für das gehobene Bürgertum zu organisieren, um wenigstens in den Sommermonaten einen gewissen Anziehungspunkt zu bilden. So begannen im Frühjahr 1909 die Bauarbeiten für den Bahnanschluss von Doberan aus, in die Badeorte Heiligendamm und Arendsee. Bereits im Mai 1910 wurde der planmäßige Bahnbetrieb aufgenommen. Das verhalf der Pferderennbahn zwischen Doberan und Heiligendamm zu neuem Glanz. Der Schiffsverkehr mit Anlagestelle an der Seebrücke bescherte den Ausflugsgaststätten nun auch Kurzzeitgäste, vor allem an den Wochenenden, zum Flanieren und Promenieren entlang der Dünen und auf dem Vorplatz des Kurhauses. Gezielt wurden Höhepunkte geschaffen, um auch Besucher aus anderen Landesteilen anzuziehen. So wurde 1912 über mehrere Tage vom 29. August und 5. September der „1. Deutsche Wasserflugmaschinen-Wettbewerb“ in Heiligendamm veranstaltet. Für den Segel-, Tennis- und Schießsport wurden Ausscheide direkt nach Heiligendamm geholt. Doch der Beginn des Ersten Weltkrieges machte das alles in wenigen Tagen zunichte.
Das Seebad geriet in den Konkurs und wurde schließlich zwangsversteigert. Um diese Zeit bestand der Ort aus einem Kurhaus nebst 16 dazugehörigen Pensionshäusern und Villen (mit etwa 200 Zimmern und Wohnungen), drei großherzoglichen Villen und einigen Gasthöfen und Privathäusern; den Mittelpunkt bildete der hart am Strand liegende Kurplatz mit Seesteg und fester Landungsbrücke für Passagierschiffe. Drei Hamburger Gläubiger und ein Leipziger Großhändler boten 1,5 Millionen Mark und gründeten die Ostseebad Heiligendamm GmbH. Während des Ersten Weltkrieges verschuldete sich der Betrieb weiter, kam schrittweise in den Besitz des Bankhauses Louis Wolff. Im Jahr 1924 übernahm der Bankier Oskar Adolf Baron von Rosenberg sämtliche Anteile an der GmbH und rettete sie dadurch. Im Jahr 1939 wurde das Bad für Heereszwecke beschlagnahmt und als Reserve-Lazarett genutzt. 1941 zahlte das Deutsche Reich an die Dresdner Bank, die im Zuge einer schleichenden Arisierung die Kontrolle über die Heiligendamm-GmbH übernommen hatte, 1,7 Millionen Reichsmark für alle Immobilien. Erst im Jahr 2007 wurden die Hintergründe über die in der Nazi-Zeit erfolgte schleichende Arisierung wieder bekannt, wonach die Nazis den Bankier Baron von Rosenberg und dessen Nachkommen schrittweise um ihren Besitz Heiligendamms gebracht hätten, weshalb sich die Jewish Claims Conference des „Vorgangs Heiligendamm“ angenommen hat. Im Erfolgsfall könnten mögliche Rosenberg-Erben von der Bundesregierung Schadenersatz einfordern. Der Verkehrswert Heiligendamms wurde auf 500 Millionen D-Mark geschätzt, dem ein Kaufpreis der Fundus-Gruppe von nur 18 Millionen DM gegenübersteht.
1888 war eine Katholische Herz-Jesu-Kapelle im Wald bei Heiligendamm geweiht worden, die der Initiative des Kammerherrn von Suckow gegenüber dem Großherzog zu verdanken war. 1904 folgte die Einweihung einer Evangelischen Waldkirche. In den Jahren nach dem Zweiten Weltkrieg wurden die Waldkirchen geplündert und zeigten in den folgenden Jahrzehnten deutliche Verfallserscheinungen.

Plan des Ostseebads Heiligendamm aus der Zeit um 1908, zehn Minuten Gehweg östlich des Kurhauses der idyllisch gelegene Teich Spiegelsee

Als Sommerresidenz verblieb der herzöglichen Familie auch nach der Novemberrevolution das etwas abseits gelegene Demmlersche Alexandrinen-Cottage, das erst 1945 enteignet und 1947 in Volkseigentum überführt wurde.
1941 kaufte das Deutsche Reich das Seebad als Insolvenzobjekt. Die Kriegsmarine richtete am 1. Juli 1943 in den Villen die Marine-Kriegsschule Heiligendamm ein, eine Außenstelle der Marinekriegsschule Mürwik. An der Marineschule Heiligendamms wurden Vorbereitungslehrgänge für den Besuch der Marineschule in Flensburg-Mürwik abgehalten. Der 5. und 6. Lehrgang konnte noch bis zum 11. April 1945 abgeschlossen werden. In den Wirren des Zweiten Weltkrieges löste der Schulkommandeur, der Kapitän zur See Hans Bartel, die Marineschule Heiligendamm auf. Aus dem Reststamm der Schule, Ausbilder, Unteroffiziere und Offiziere, wurde am 18. April 1945 sodann die „Einsatzgruppe Kpt.z.S. (Ing) Bartel“ gebildet, welche vorgesehen war Rostock und Wismar mit Panzerfäusten zu verteidigen. Kapitän Bartel segelte aber stattdessen von Wismar aus mit dem Sonderkommando auf einem Frachter nach Kappeln, einem Ort dreißig Kilometer entfernt vom Sonderbereich  Mürwik, in dem sich in den letzten Kriegstagen die letzte Reichsregierung unter Karl Dönitz ansiedelte.

### DDR-Zeit

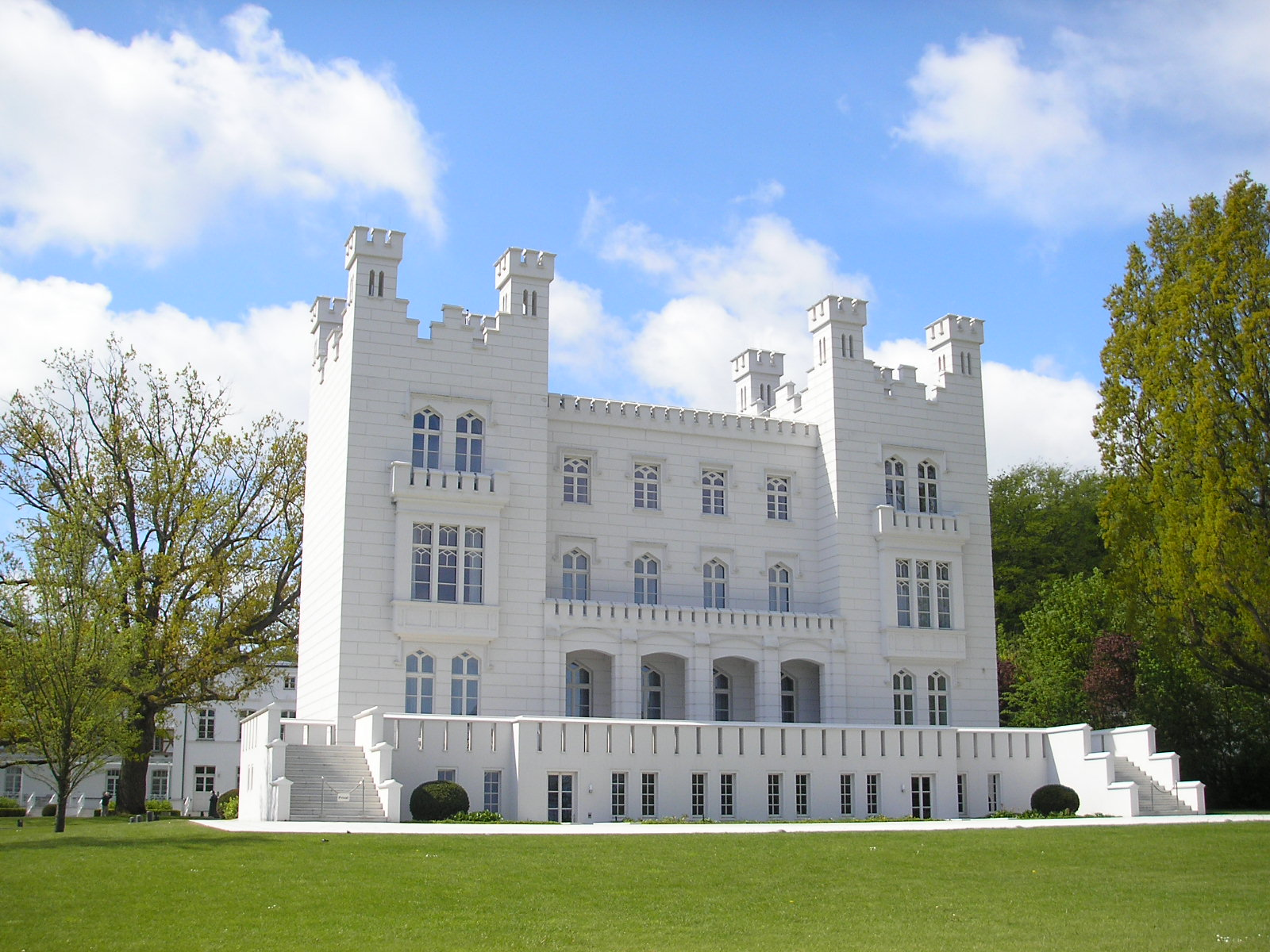
Burg Hohenzollern

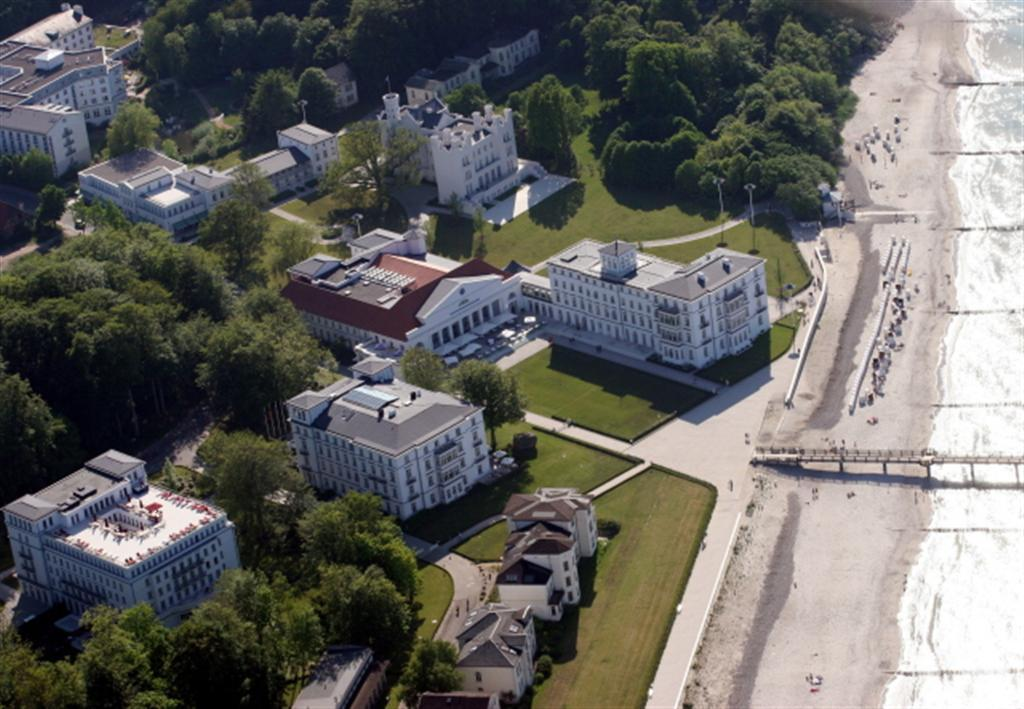
Luftbild vom Kurhaus und den umgebenden Bauten am Strand (heute Grand Hotel Heiligendamm)

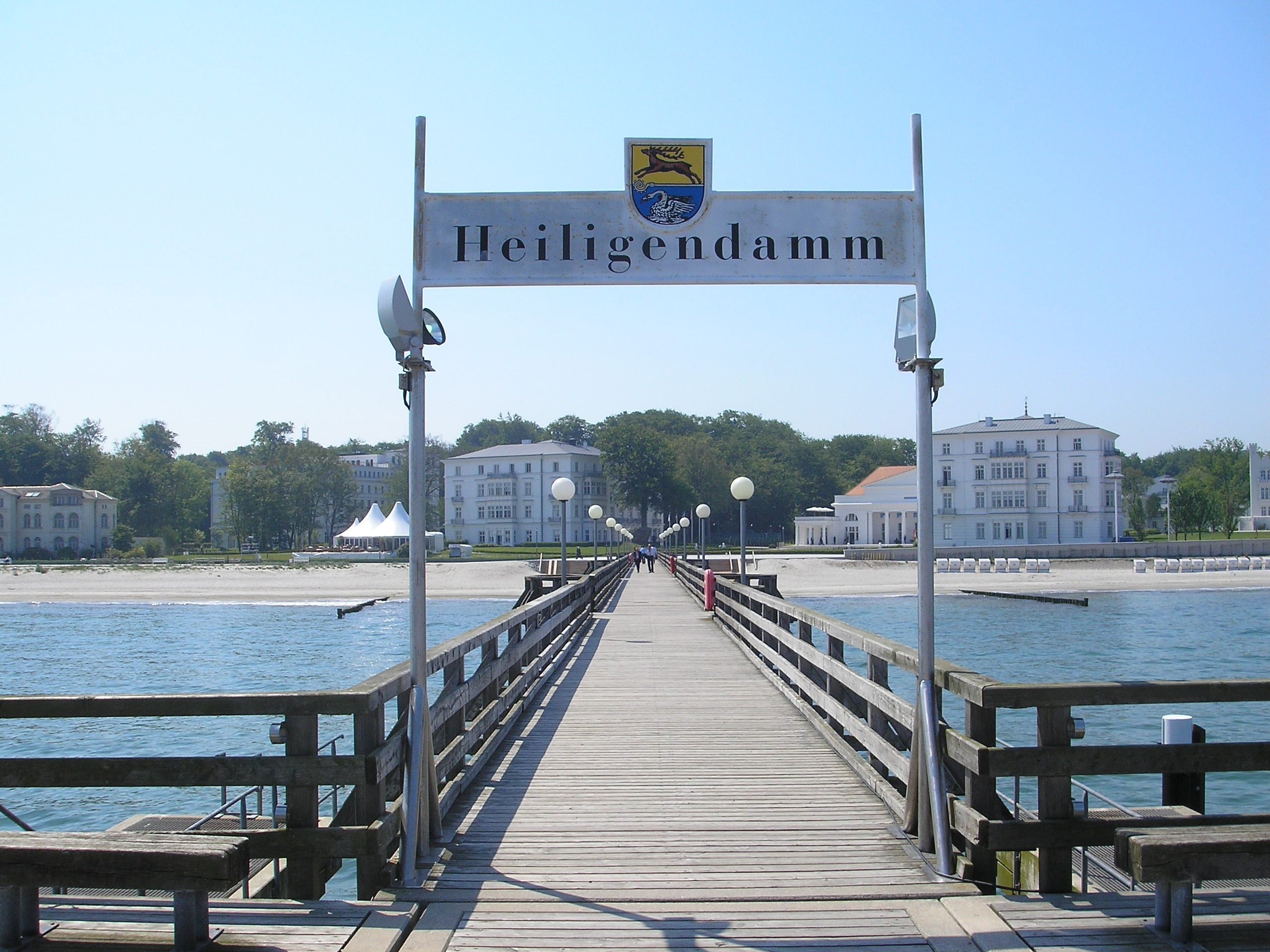
Blick von der Seebrücke auf den Ort und das Grand Hotel Heiligendamm

Nach dem Zweiten Weltkrieg war Heiligendamm im Besitz der Regierung der DDR. Seit 1953 wurden dort an der Fachschule für angewandte Kunst (FAK) Innenarchitekten, Möbeldesigner, Produktdesigner, Grafikdesigner und Schmuckdesigner ausgebildet. Rund 1.500 Studentinnen und Studenten absolvierten bis zum Sommer 2000 die Schule in Heiligendamm. Seit dem Wintersemester 2000/2001 residiert der Fachbereich Design/Innenarchitektur der Fachhochschule für Technik, Wirtschaft und Gestaltung Wismar auf dem Campus der Hochschule Wismar.
In der DDR beherbergte das Gebäude der Fachschule für angewandte Kunst Wismar-Heiligendamm während der Semesterferien im Sommer die Kinderferienlager des Ministeriums für Kultur der DDR (MfK). Jeweils drei Wochen erholten sich Kinder aus Berlin sowie sorbische (über die Domowina) und tschechoslowakische Kinder (Kulturministerium der ČSSR) in Heiligendamm. Im Sommer 1990 fanden die letzten beiden Durchgänge statt.

### Vereinigtes Deutschland
1996 erwarb die Entwicklungsgesellschaft EntwicklungsCompagnie Heiligendamm (ECH) – ein zur Fundus-Gruppe gehörendes Unternehmen – für 18 Millionen D-Mark den historischen Ortskern, der seit 1992 von der Bundesvermögensverwaltung im Auftrag der Bundesregierung, der neuen Eigentümerin, zum Verkauf ausgeschrieben war. Unter Projektentwickler Anno August Jagdfeld aus Aachen wurden fünf der historischen Gebäude restauriert und zur Fünf-Sterne-plus-Hotelanlage Kempinski Grand Hotel Heiligendamm ausgebaut, die im Frühjahr 2003 eröffnete. Es ist davon auszugehen, dass der US-amerikanische Präsident George W. Bush nach seinem Besuch Stralsunds am 13. Juli in diesem Hotel übernachtete.
Die Entwicklung Heiligendamms in den Jahren vor 2009 führte zu unterschiedlichen Auffassungen der Hotelbetreiber, Einwohner, Gäste und Lokalpolitiker. Dadurch wie auch durch die Nachbesserungsbegehren der Vertragspartner geriet die Sanierung ins Stocken. Im Februar 2009 stieg die Kempinski-Gruppe aus dem Projekt aus und der Fundus Fonds führte es in Eigenregie weiter. Die Kündigung war von zahlreichen öffentlichen gegenseitigen Vorwürfen gekennzeichnet. Ende Februar 2012 meldete die Jagdfeld-Gruppe für die Grand Hotel Heiligendamm GmbH & Co. KG beim Amtsgericht Aachen Insolvenz an. Im Juli 2013 erwarb der hannoversche Wirtschaftsprüfer Paul Morzynski das Hotel – mit der Absicht, es vorsichtig um- und auszubauen und den Betrieb auf Fünf-Sterne-Niveau fortführen. Nach Tim Hansen, Thomas Peruzzo und Thilo Mühl ist Thies Christian Bruhn seit Mai 2019 der Hoteldirektor.
Das Grand Hotel Heiligendamm ist Mitglied im Hotelverbund The Leading Hotels of the World.
Zum Grand Hotel Heiligendamm gehört das Gourmet-Restaurant Friedrich Franz, das unter Ronny Siewert mit einem Michelinstern ausgezeichnet wird.
Auch der G8-Gipfel in Heiligendamm vom 6. bis zum 8. Juni 2007 brachte einige Veränderungen mit sich: Absperrungen von ca. 13 Kilometer Länge reichten bis weit in die Ostsee hinein; nach dem Gipfel wurden sie wieder entfernt. Die historische Villa Perle, die sich in unmittelbarer Strandnähe südlich des Großen Stegs befand (siehe Plan des Ostseebads von ca. 1908 in diesem Artikel) wurde für den Gipfel abgerissen. 2004 hatte die Sanierung der „Perlenkette“ genannten acht Villen begonnen. 2010 gehörte auch der Wiederaufbau der Villa Perle dazu. 2021 stehen der Neubau der Villa Klingler und die Sanierung der Villa Hirsch an, 2022 soll die Villa Anker als letzte in der Sanierung sein. Es entstanden und entstehen luxuriöse Wohnungen, die teilweise als Ferienwohnungen vermietet werden.

## Sehenswürdigkeiten (Auswahl)
Sehenswert ist der klassizistische Ortskern. Die Zugangsmöglichkeiten zu Teilen des Geländes, die unter anderem für den Hotelbetrieb genutzt werden oder in Privatbesitz befindlich sind, sind durch Einzäunungen beschränkt.
Durch Heiligendamm fährt die Schmalspurbahn Bäderbahn Molli von Kühlungsborn nach Bad Doberan. Die Strecke zwischen Bad Doberan und Heiligendamm wurde 1886 gebaut. Die Evangelische Waldkirche wurde nach der politischen Wende saniert, die Katholische Herz-Jesu-Kapelle befindet sich 2010 äußerlich und im Inneren noch im unsanierten Zustand. 2001 wurde das Kirchengestühl gestohlen. Außerdem besitzt Heiligendamm eine 200 Meter weit auf die Ostsee führende Seebrücke.

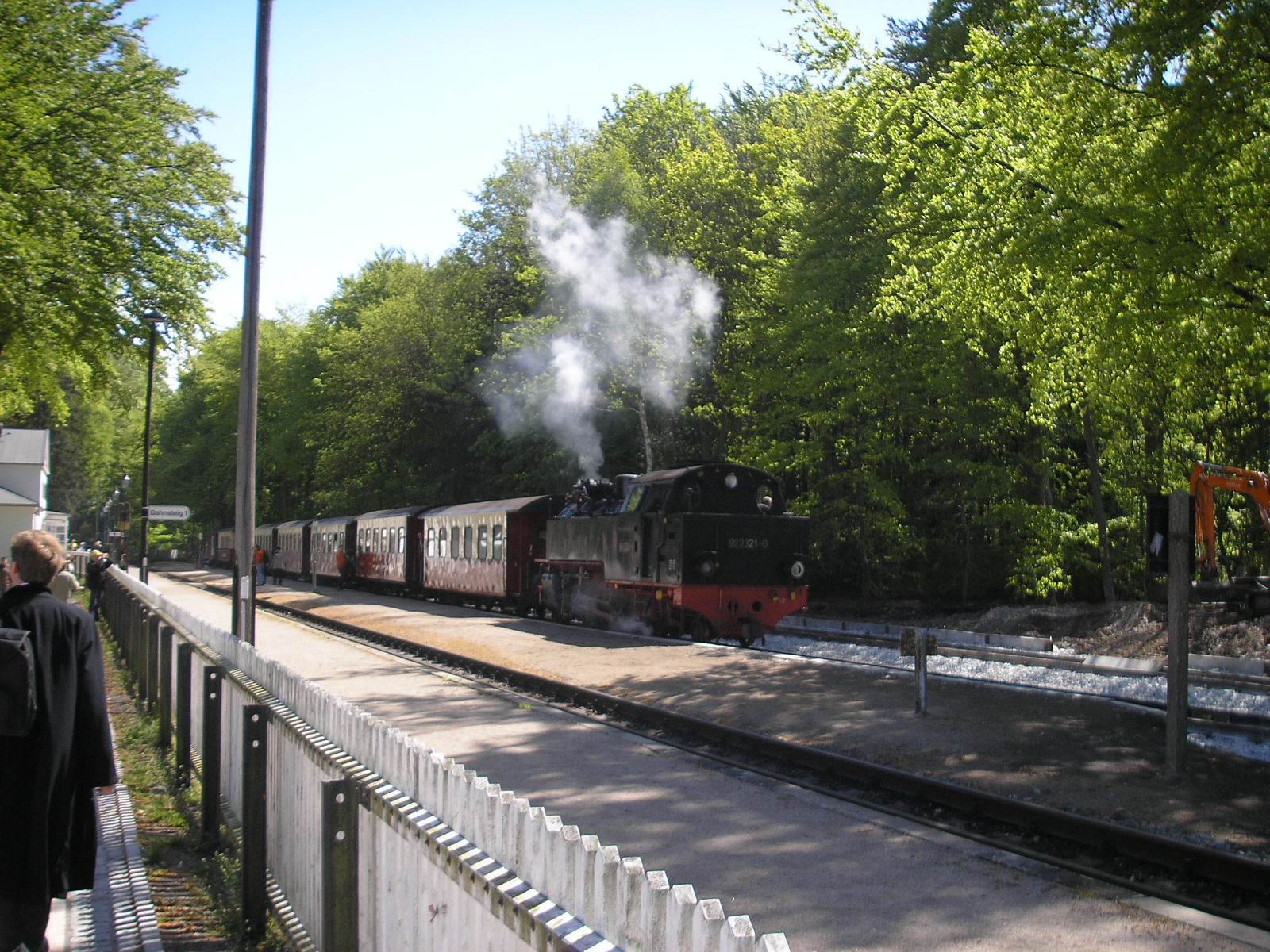
Schmalspurbahn Bäderbahn Molli im Bahnhof Heiligendamm
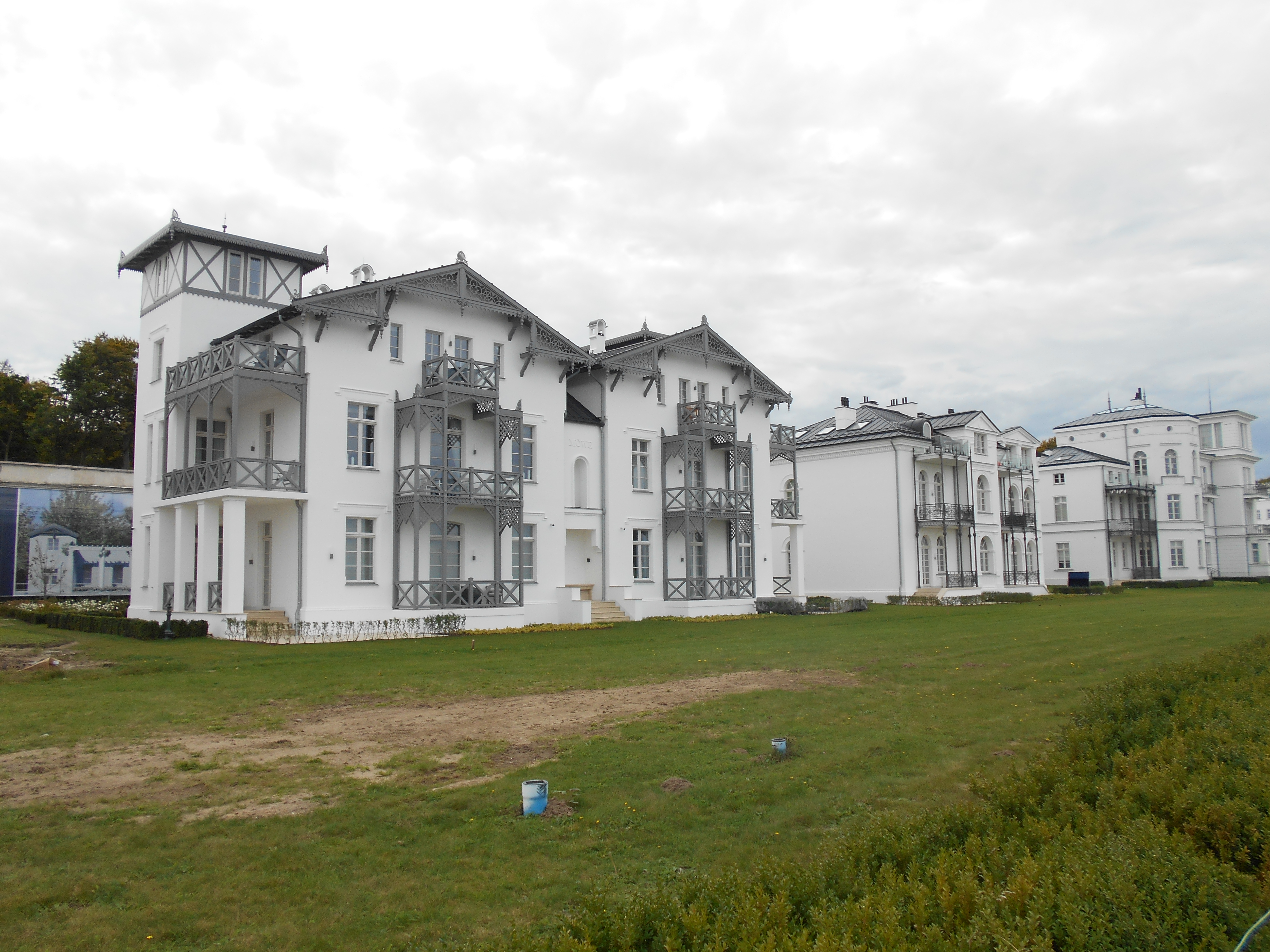
Villenfassaden an der Strandpromenade, auch Perlenkette genannt (2020)
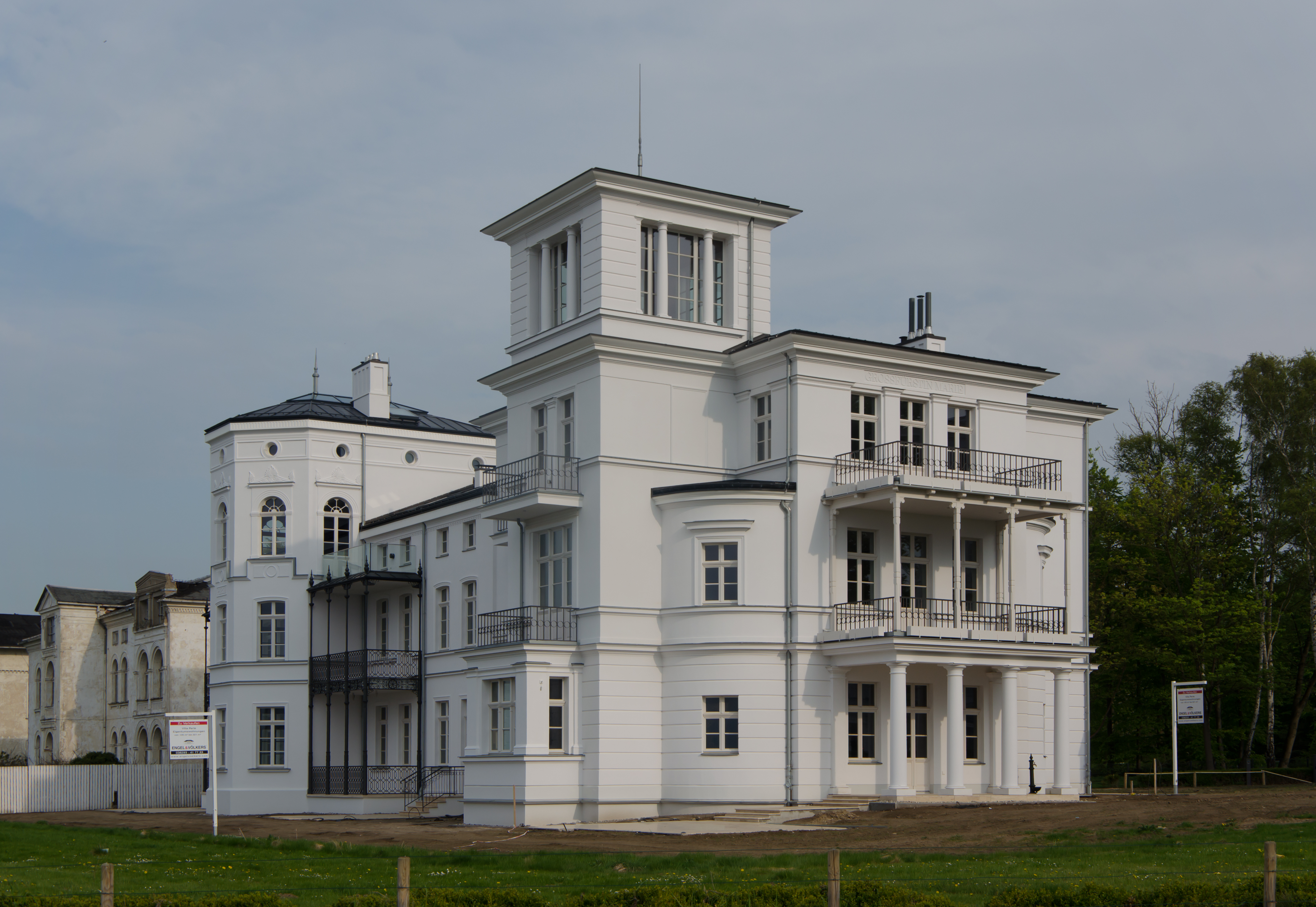
Rekonstruierte Villa Perle im Jahre 2013 (nach Abriss 2007 für den G8-Gipfel)
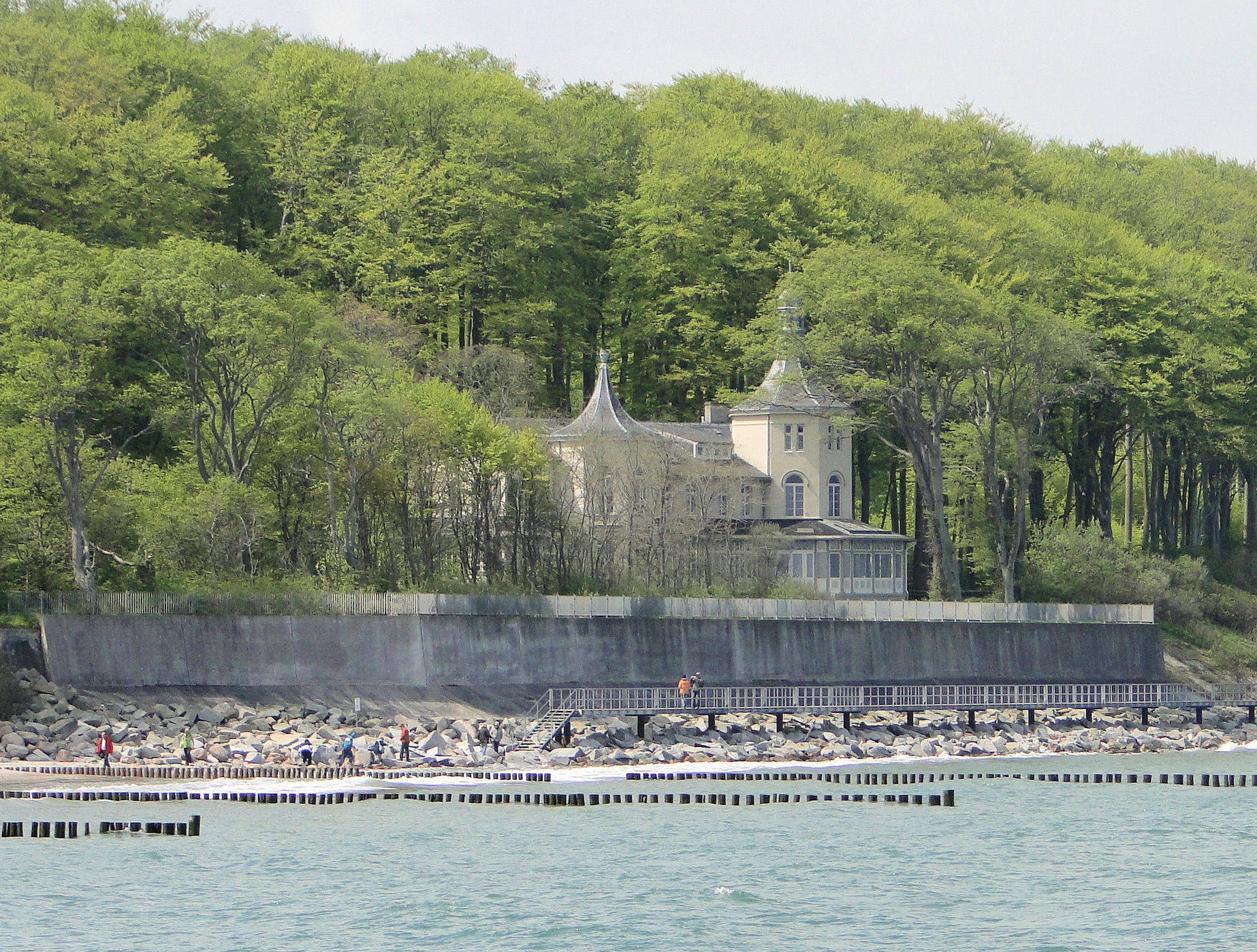
Alexandrinen-Cottage
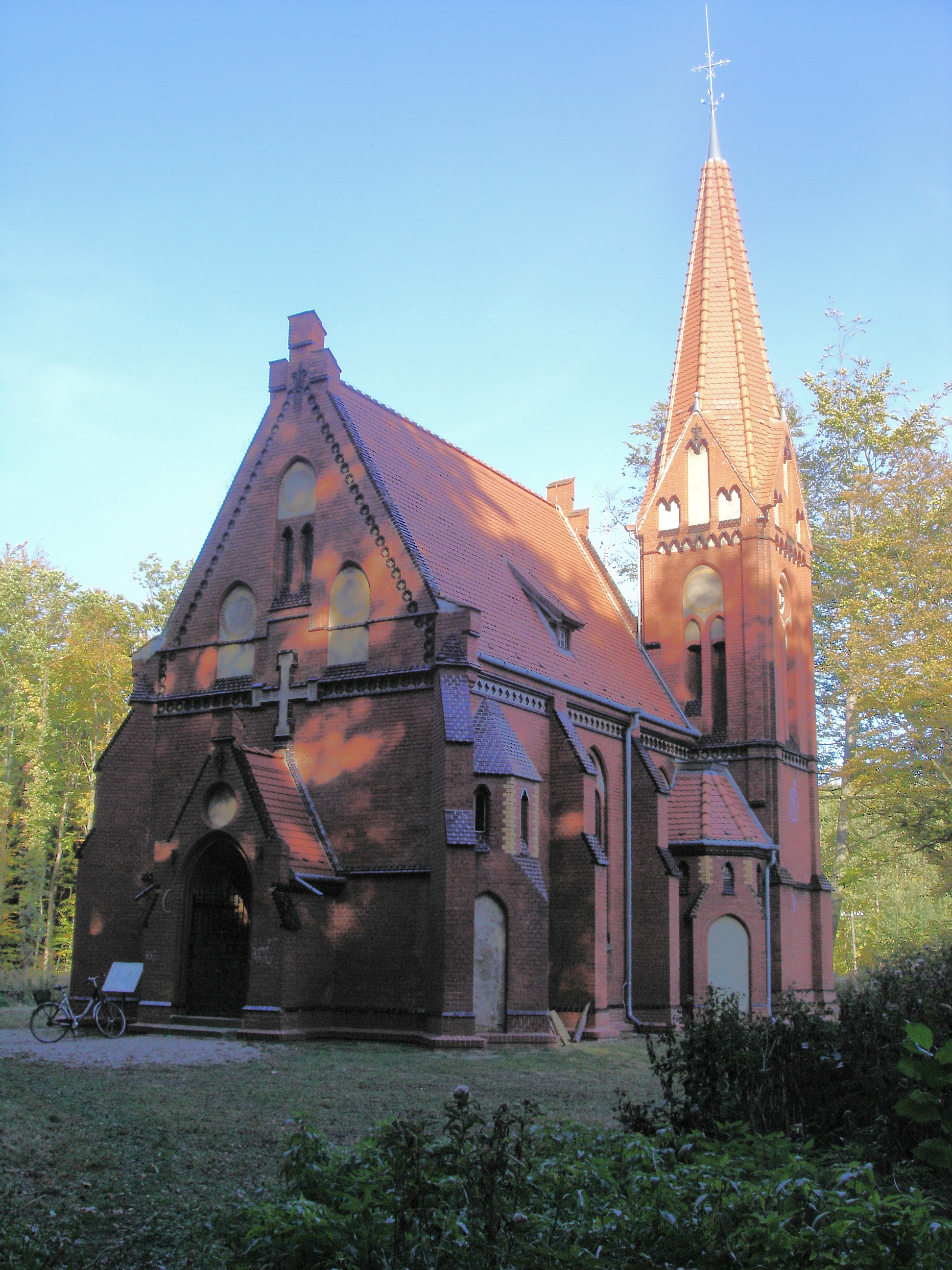
Evangelische Waldkirche von 1904
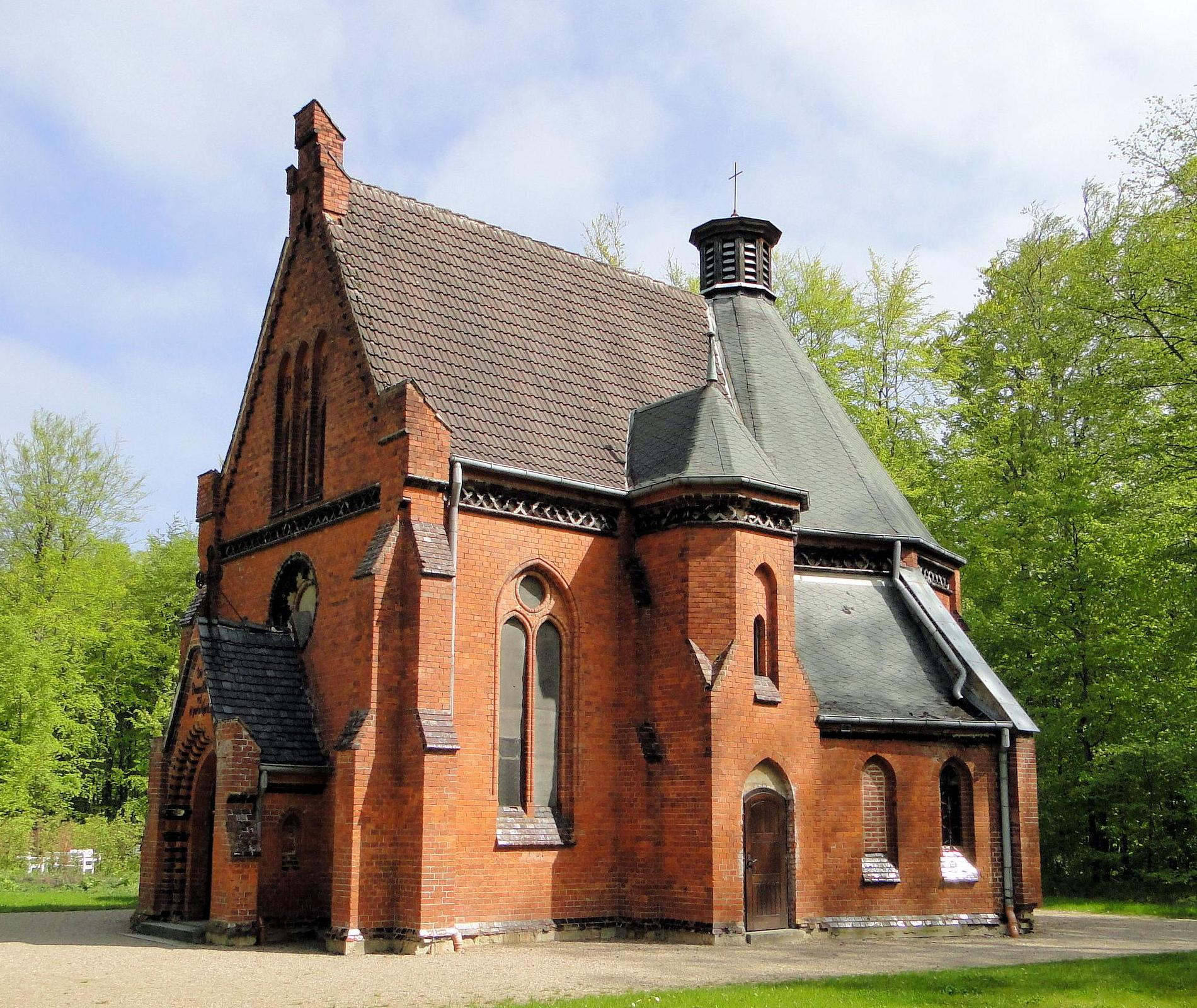
Katholische Waldkapelle von 1888
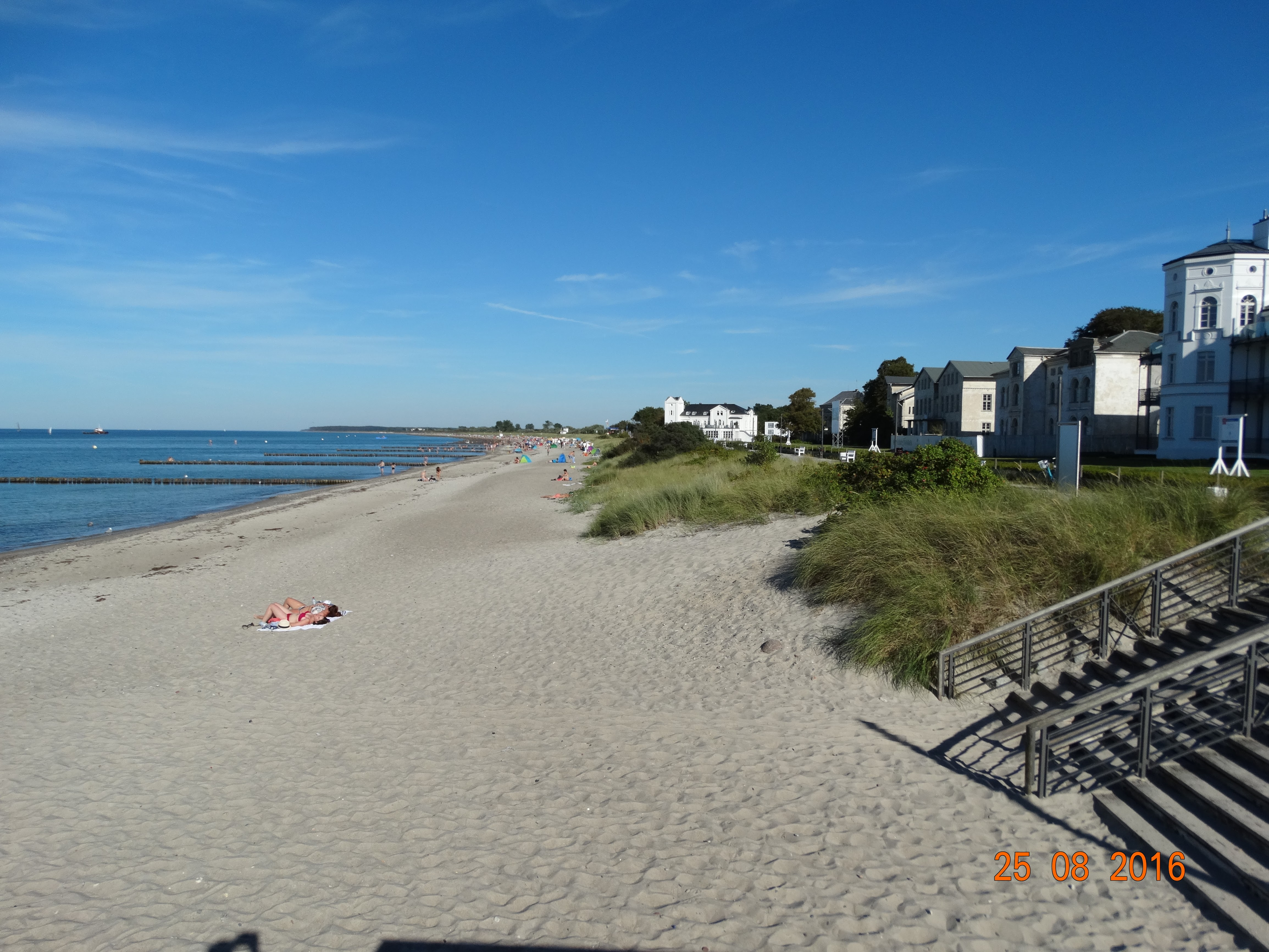
Badestrand

## Persönlichkeiten
- Carl Theodor Severin (1763–1836), Architekt, Bau der Sommerresidenz
- Johann Christoph Heinrich von Seydewitz (1748–1824), mecklenburgischer Hofbaumeister
- Samuel Gottlieb Vogel (1750–1837), Mediziner Badearzt
- Friedrich Franz I. (Mecklenburg) (1756–1837), Großherzog von Mecklenburg
- Georg Adolf Demmler (1804–1886), Architekt, prägte norddeutschen Stil im Baugeschehen
- Friedrich von Hohenzollern (1891–1965), königlich-preußischer Oberst, wurde in Heiligendamm geboren
- Franz Joseph von Hohenzollern-Emden (1891–1964), Mitglied der römisch-katholischen Linie des Hauses Hohenzollern
- Oskar Adolf von Rosenberg (1878–1939), Bankier, von 1924 bis 1938 Eigentümer Heiligendamms

## Film
Heiligendamm und das Grand Hotel sind immer wieder Drehort für Filmprojekte.
2009 wurde im Grand Hotel und der Evangelischen Kirche Heiligendamm die Folge Alles Böse zum Hochzeitstag, der bekannten ARD-Fernsehserie Mord in bester Gesellschaft, gedreht. 2016 wurde auf dem Gelände des Grand Hotel und der Seebrücke der TV-Kriminalfilm Allmen und das Geheimnis des rosa Diamanten, sowie 2020 die Foge Hochzeitsreise an der Ostsee der ZDF-Fernsehserie Kreuzfahrt ins Glück, gedreht.
2020 Heiligendamm: Zwischen Luxus und Baustelle. NDR – die Nordstory, Sendung vom 14. August 2020.